# جورج ميتكالف جونسون
جورج ميتكالف جونسون (بالإنجليزية: George Metcalf Johnson)‏ هو كاتب أمريكي، ولد في 13 فبراير 1885، وتوفي في 14 ديسمبر 1965.